# كلية التربية النوعية (جامعة سوهاج)
كلية التربية النوعية جامعة سوهاج هي كلية حكومية مصرية بدأت الدراسة بها واستقبال طلاب الفرقة الأولى للعام الجامعى 2020/2021.

## مبني الكلية
مبني كلية الآداب القديم بحرم الجامعة بمدينة ناصر ويضم ورش التربية الفنية وحجرات التربية الموسيقية، وأيضاً الدور الأول الإداري، وكذلك الدور الثاني الخاص بقاعات التدريس، والرابع الذي يحتوي اتيليهات التربية الفنية.

## أقسام الكلية
الكلية تشمل ثلاثة أقسام هي:
- التربية الفنية.
- التربية الموسيقية.
- الاقتصاد المنزلي.
- الإعلام التربوي.

## أهداف الكلية
- التأثير في ثقافة المجتمع السوهاجى وتغييرها للأفضل.
- نشر ثقافة التخصصات النوعية والفنية.
- تقليل تكلفة اغتراب أبناء سوهاج بالجامعات خارج المحافظة.